# Jodo

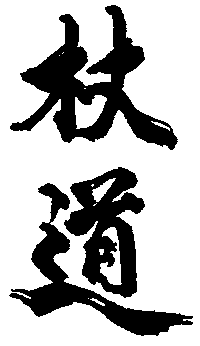
Jodo in kanji.

Il jōdō (杖道? lett. "via (道?, dō) del bastone (杖?, jō)"), ovvero la via del bastone corto, è una arte marziale tradizionale giapponese derivata dal Jōjutsu (杖術?). Questo particolare studio dell'utilizzo del jō nasce all'inizio del Seicento ad opera del samurai Gonnosuke Musō, il quale da giovane aveva studiato con profitto Katori-shinto ryu e Kashima ryu, due scuole di scherma che perdurano ancora oggi.

## Storia
Gonnosuke fondò il primo stile efficace di combattimento con il bastone corto, che poi diede origine al jodo. La leggenda vuole che Gonnosuke avesse sfidato in duello Musashi Miyamoto, celebre samurai e il più grande maestro di spada del Seicento. Venne sconfitto, intrappolato da Musashi in una posizione di juji-dome, guardia a croce, da cui non poteva liberarsi senza esporsi a un colpo mortale. Musashi, riconoscendo il valore del suo avversario, lo risparmiò.
Gonnosuke, umiliato da questa sconfitta, allenandosi senza tregua, vagò di luogo in luogo per anni, cercando un tecnica per sconfiggere Musashi. Si racconta che una notte, mentre riposava nel santuario del monte Homan nel Kyushu, sognando, ricevette la visita di uno spirito, sotto forma di bambino, che gli disse: "Trova il tuo bastone al plesso solare!" Svegliatosi, Gonnosuke tagliò circa un terzo della sua arma (egli originariamente era esperto di bō, un bastone di circa 180 cm, ancora usato nelle arti marziali cinesi e come disciplina propedeutica in alcune scuole di spada) ed ottenne il Jo come viene usato ancora oggi, la cui misura canonica è di poco meno di 128 cm. L'arma più corta gli garantiva una maggiore velocità, e un'agilità superiore. Egli si sforzò dunque di adattare le diverse tecniche di armi che conosceva al suo bastone, basandosi sulla sua esperienza. Introdusse affondi e colpi di punta della lancia (Yari), i movimenti oscillanti dell'alabarda (Naginata), e colpi di taglio della spada. Forte della sua nuova tecnica, Gonnosuke affrontò nuovamente Musashi, infliggendogli la sua unica sconfitta. In realtà su questo punto le fonti sono discordanti: gli annali della scuola di Musashi, il Niten Ryu, parlano unicamente di un pareggio, lo Shinto-Muso ryu, ovvero la scuola di Gonnosuke, lo registra come una vittoria netta. È interessante notare comunque che sia nell'una che nell'altra scuola sono rimasti dei kata in cui il praticante armato di bastone deve affrontare un avversario armato di spada corta e lunga, o viceversa. Questa è forse la prova più attendibile del fatto che i due personaggi si siano effettivamente affrontati. Dopo il successo contro Musashi, comunque, Gonnosuke passò al servizio della famiglia Kuroda, con il compito di istruirne i guerrieri nell'arte del jojutsu. Furono i Kuroda a perpetrare l'arte, gelosamente, entro i confini della propria famiglia. Il jojutsu divenne pubblico dopo il 1927, quando uno degli allievi incominciò a istruire la polizia, la marina, alcuni allievia al Kodokan dojo a Tokyo. Il nome dell'arte venne cambiato da jojitsu a jodo nel 1940. Il jodo non ebbe vita semplice, anche nello stesso Giappone, e inizialmente venne proposto come studio complementare per i praticanti di kendō. La diffusione del Jodo in occidente avvenne per merito di Donn F. Dreager, marine americano che rimase in Giappone dopo la guerra allo scopo di studiare il Budo.
Il bagaglio tecnico del jodo si compone di un amplissimo curriculum di kata, eseguiti sempre in coppia, in cui uno dei praticanti impugna un bastone, l'altro una spada lunga, o corta, o entrambe [solitamente la parte dello spadaccino viene sostenuta dall'insegnante o dal praticante più avanzato, in quanto più esperto e capace di meglio impostare il ritmo]. I Kata sono eseguiti tenendo conto di distanza, ritmo, velocità, forza, secondo il grado del praticante. Tutti i kata sono divisi i sequenze di movimenti base, kihon, che aiutano la semplificazione e l'apprendimento, nonché la memoria muscolare. I dodici kihon del jodo, insieme, compongono tutti i kata del curriculum del jodo. Al jodo sono associate diverse discipline complementari, assorbite dalla scuola nel corso dei secoli; ad esempio kata di ken, di jutte, di kusari-gama, di hojōjutsu e di tanjojutsu: rispettivamente, spada (sia lunga che corta), pugnali a forca, per intrappolare le lame dell'avversario, falce con catena, tecniche per legare i prigionieri, tecniche di bastone corto contro la spada.
Il jōdō, insieme al kendō e allo iaidō, nella sua corrente maggiore per numero di praticanti, afferisce alla All Japan Kendo Federation (AJKF/ZNKR) e alla International Kendo Federation (FIK) che ne promuovono lo sviluppo a livello mondiale, mentre a livello europeo il riferimento è la European Kendo Federation (EKF). In Italia il jōdō  è promosso dalla Confederazione Italiana Kendo (l'unica riconosciuta dalla IKF e dall'EKF).